# Portada/efemèride juny 22
Pere Gimferrer
« 21 de juny · 22 de juny · 23 de juny »